# Apeadeiro de Aranha
O Apeadeiro de Aranha foi uma gare da Linha de Évora, que servia a zona de Aranha Velha, no concelho de Arraiolos, em Portugal.

## História
Esta interface encontra-se no lanço entre Vimieiro e Estremoz da Linha de Évora, que abriu à exploração em 22 de Dezembro de 1873.
O troço entre Évora e Estremoz deixou de ter serviços de passageiros em 2 de Janeiro de 1990. Os serviços de mercadorias permaneceram até ao fim da exploração, em 2009, tendo este lanço sido oficialmente desclassificado em 2011.